# Montebourg
Montebourg – miejscowość i gmina we Francji, w regionie Normandia, w departamencie Manche.
Według danych na rok 1990 gminę zamieszkiwały 2052 osoby, a gęstość zaludnienia wynosiła 348 osób/km² (wśród 1815 gmin Dolnej Normandii Montebourg plasuje się na 94. miejscu pod względem liczby ludności, natomiast pod względem powierzchni na miejscu 807.).